# 水缸

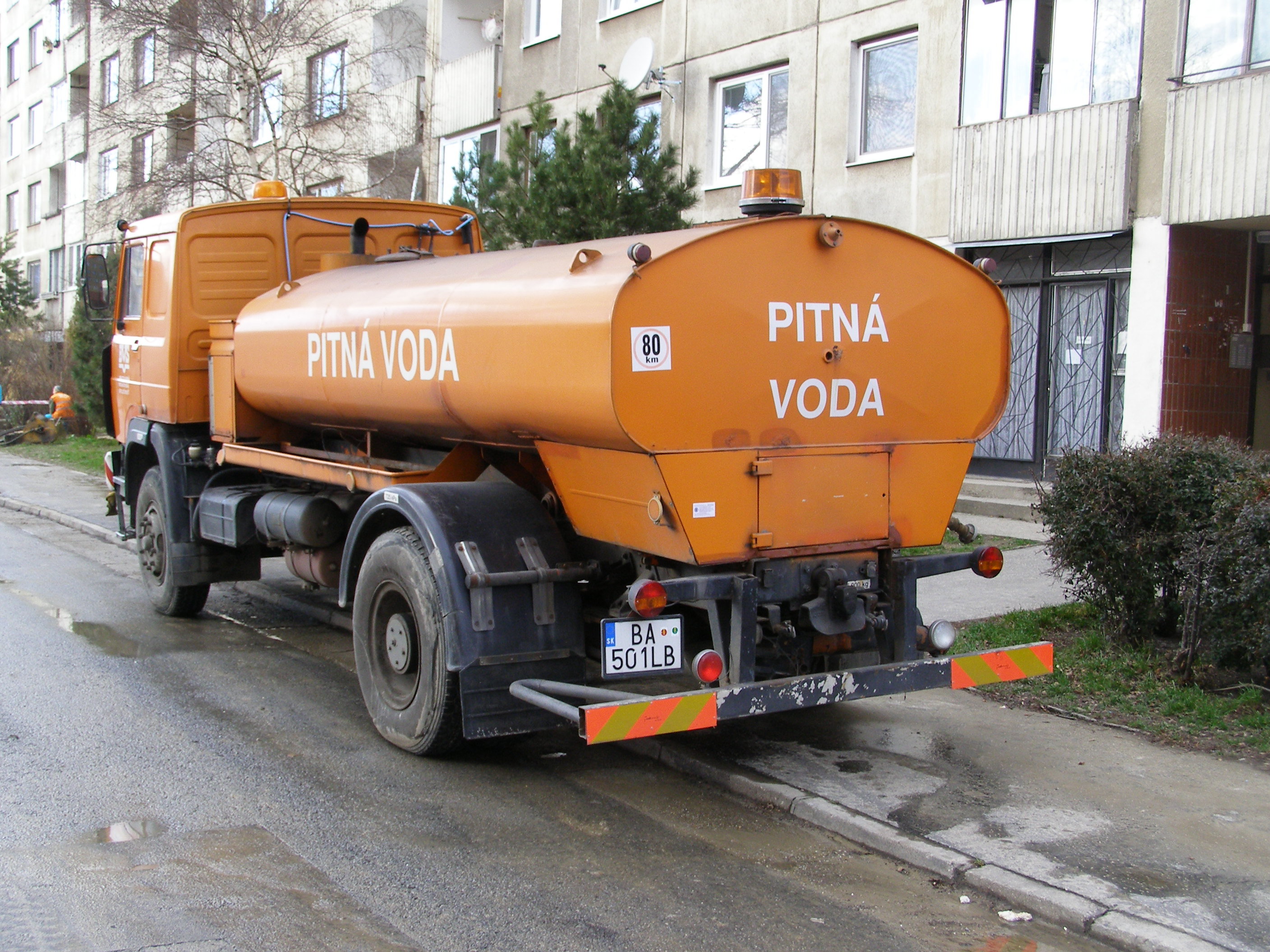
水車水缸

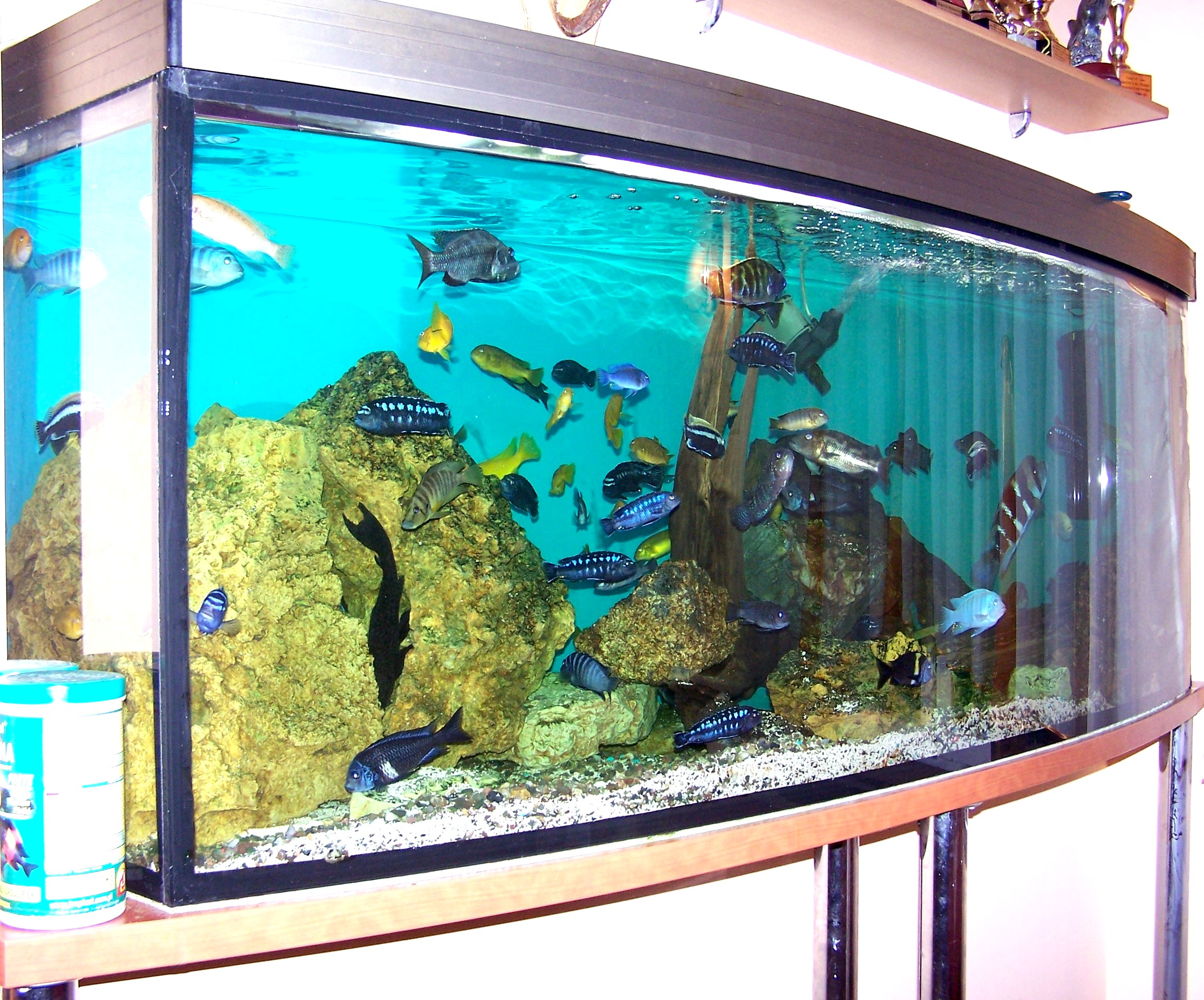
養魚水缸

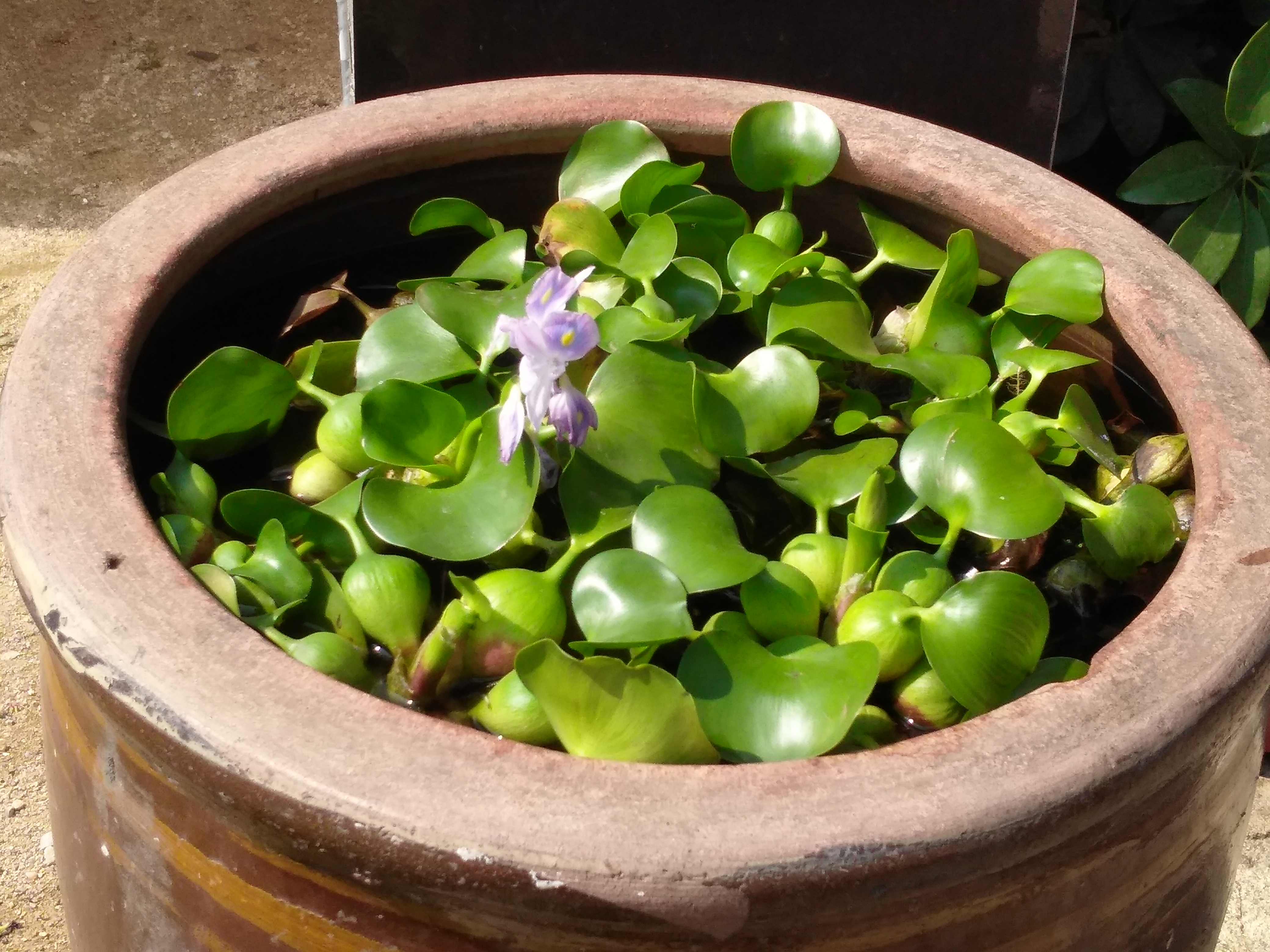
中国农村的水缸

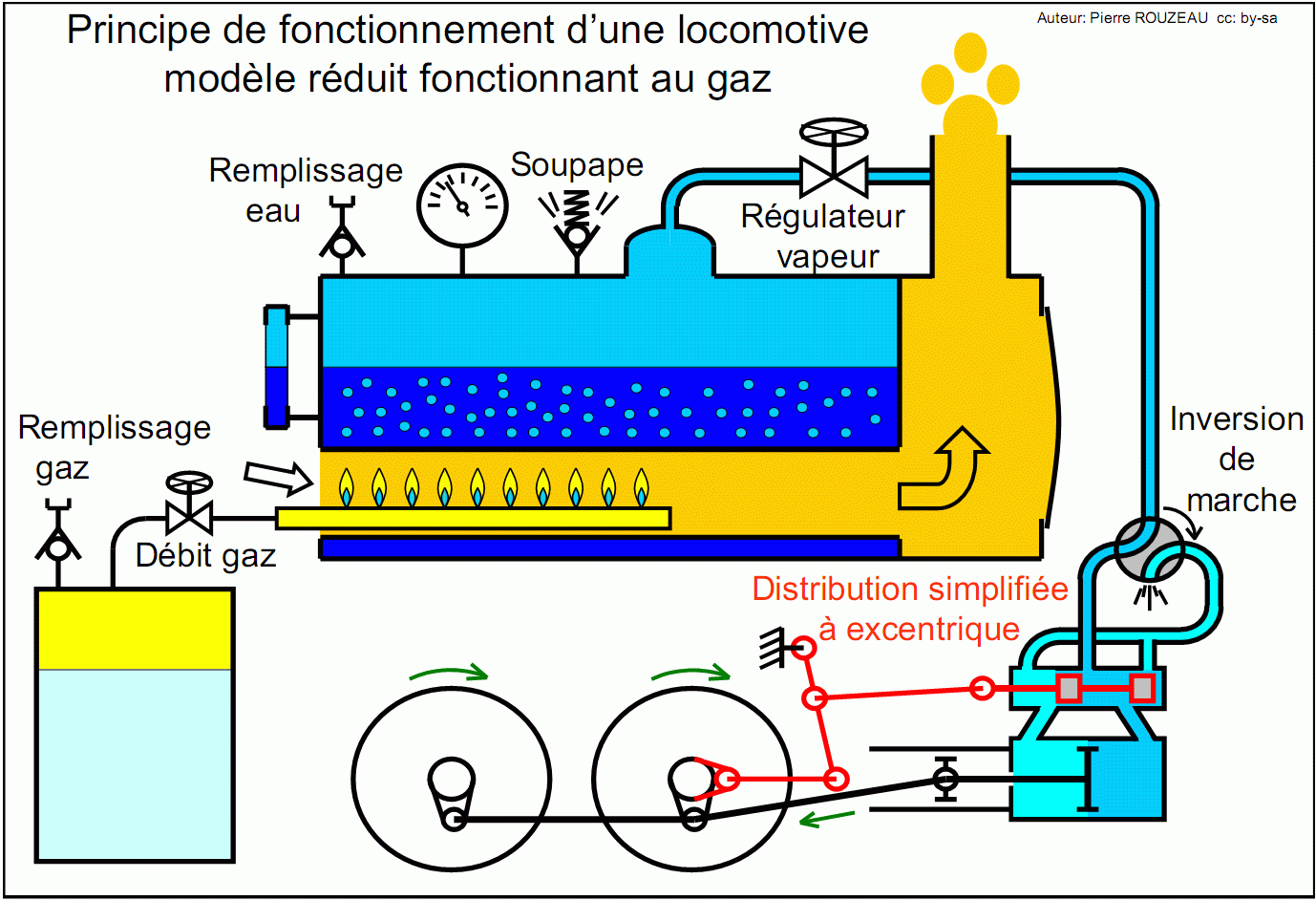
蒸汽水缸

水缸，又名水箱，是裝載水的容器，通常為人類所用。早在上古便有水缸使用的紀錄了。水缸有著許多形式以及組成原料。
能夠提供飲用水、灌溉、食物、畜牧、滅火之用。許多材質都能夠製作成水缸，像是「塑膠」、聚乙烯、玻璃纖維、水泥、不鏽鋼等。
水缸是一個大分類，因應用途、尺寸大小和物料等，而各有命名，例如：魚缸、沖廁咸水缸、蒸餾水箱、水車車身等。

## 用途
- 汽車冷卻系統
- 抽水馬桶水箱
- 食水箱
- 蒸汽火車水箱
- 工廠生產設施
- 農業澆水系統
- 天台水箱

## 例子

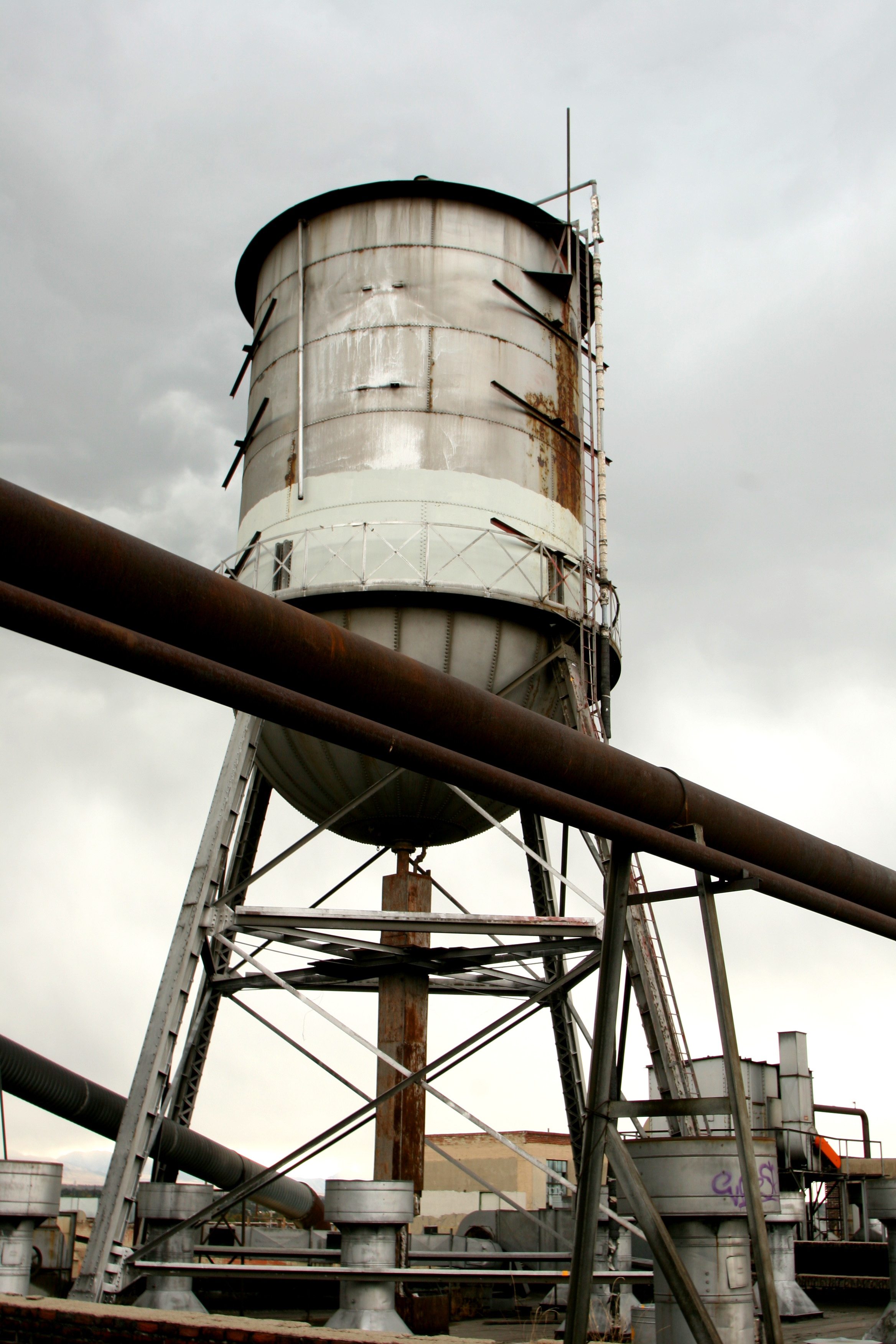
水塔
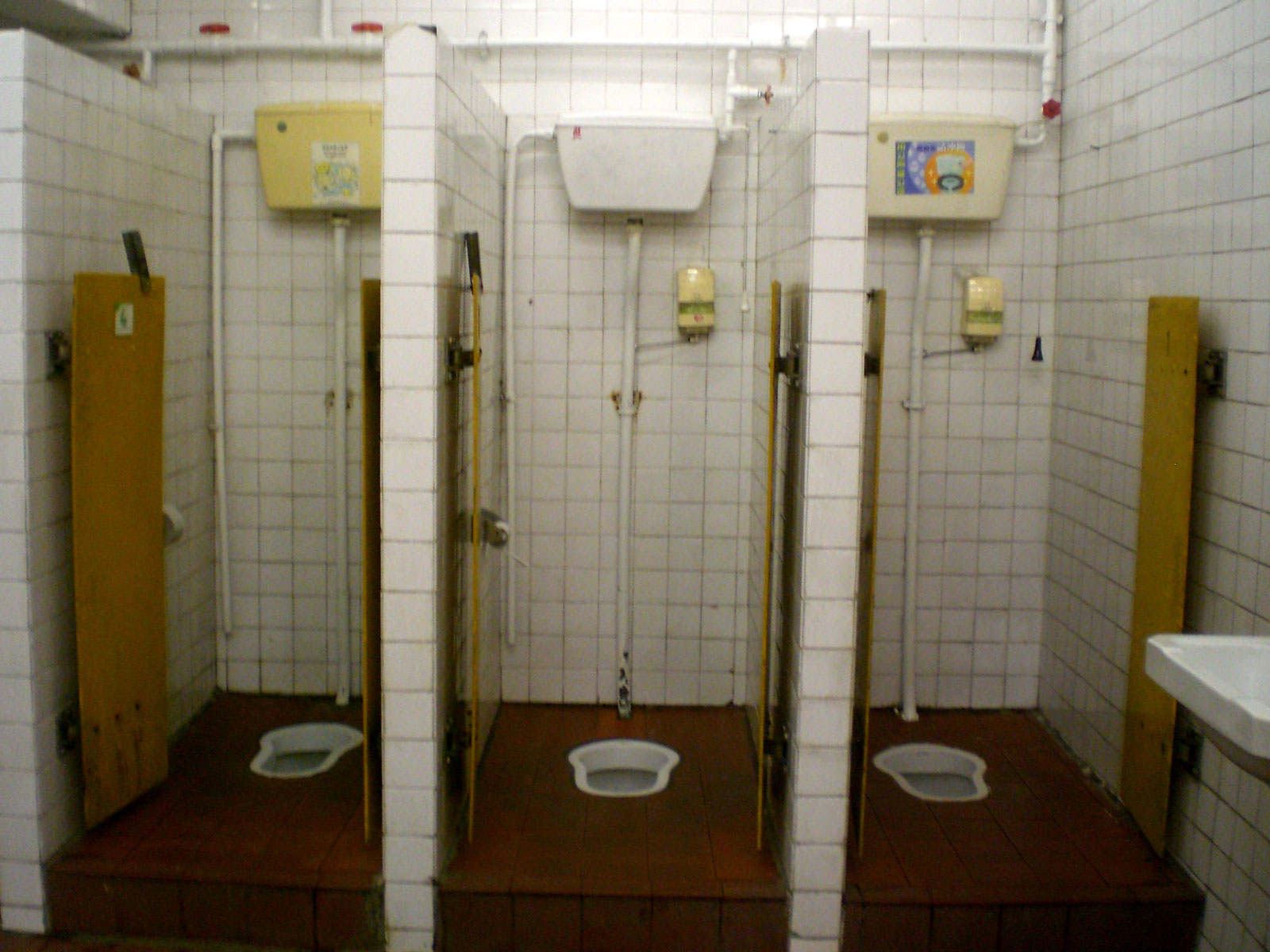
馬桶水缸
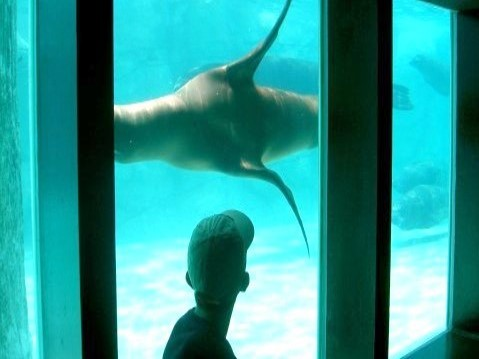
水族館水箱

## 相關連結
- 美國自來水工程協會 （页面存档备份，存于）
- 元立行：各種水資源的詳盡資訊
- National Safety Foundation （页面存档备份，存于）
- Code of Federal Register - CFR Title 21 Part 129  Helpful information and water tank installation instructions （页面存档备份，存于）